# Cavalo paraguaio
Cavalo paraguaio é uma gíria utilizada no futebol brasileiro para designar equipes ou jogadores que tenham uma boa atuação no começo de um campeonato, ou mesmo em uma partida, e a seguir decaem de modo a serem superados pelos demais.

## Histórico
A expressão teria origem no turfe, quando em 6 de agosto de 1933 foi realizado o primeiro Grande Prêmio Brasil, em que um cavalo chamado Mossoró, do estado de Pernambuco e que teria ascendência paraguaia, contrariando todas as expectativas, arrancou inesperadamente e venceu o páreo.
Segundo Rainer Sousa, a expressão teria então migrado para o meio futebolístico, com a acepção atual, para designar os times que obtinham inesperadas vitórias no começo de uma competição, esperando-se que ao final tenham sido superadas.
Para o jornalista e historiador Mário César Silveira, entretanto, a expressão teria suas origens ainda mais antigas, no contexto da Guerra do Paraguai, quando a imprensa brasileira publicava um jornal chamado Paraguay Illustrado para difamar o adversário, criando o estereótipo no século XIX e que ainda se faz presente.
Silveira identifica a difusão da expressão no meio futebolístico a partir do ano de 2004, quando no programa "Troca de Passes" do canal SporTV, do dia 9 de maio, o apresentador Luiz Carlos Júnior perguntou aos debatedores sobre o bom desempenho até aquele momento do Campeonato Brasileiro de Futebol de equipes como Goiás, Vitória, Ponte Preta, Paraná e Figueirense, se estes times não seriam "cavalos paraguaios". Na Copa das Confederações de 2005 a expressão foi novamente utilizada pelo jornalista André Aydano Motta, da mesma emissora, em 18 de junho, dando uma acepção de "paraguaio" como algo "falsificado". No mesmo ano o jornal Folha de S.Paulo utilizou a seguinte manchete, antevendo o fracasso das equipes do Rio de Janeiro no Campeonato Brasileiro de Futebol: "Rodada amplia aposta no cavalo carioca-paraguaio".
Ainda segundo este autor, o "cavalo paraguaio" é uma expressão originária do Mato Grosso do Sul, que remonta aos tempos da Guerra, quando o Paraguai tomara a iniciativa do combate mas acabou forçado a recuar, até ser totalmente vencido: "Quer dizer, saiu na frente e chegou atrás, implacavelmente derrotado."
Já o comentarista esportivo Luiz Fernando Bindi afirma, com base numa pergunta feita ao porteiro de uma hípica na cidade de São Paulo - e não do Rio de Janeiro, onde é realizado o Grande Prêmio - e também a uma consulta feita a um aficcionado de Curitiba, que não tem a expressão qualquer ligação com o turfe e, portanto, seria algo tão verídico quanto a mula-sem-cabeça.

## Questão ética
O uso do termo paraguaio com sentido pejorativo na expressão, segundo Silveira, atenta contra o disposto no artigo 10 do Código de Ética Jornalística, aprovado em 1985, que reza ser dever do jornalista não concordar com práticas discriminatórias.
Sousa acentua o caráter eminentemente depreciativo da expressão, e Bindi, apesar das inferências, coloca uma citação em que observa o uso pejorativo do termo.